# SHAPE Technikai Központ
A SHAPE Technikai Központ – angolul Supreme Headquarters Allied Powers Europe (SHAPE) Technical Centre, röviden STC – korábban a Szövetséges Erők Európai Főparancsnoksága Légvédelmi Technikai Központ - angolul SHAPE Air Defence Technical Centre, röviden SADTC – néven volt ismert. Feladata a NATO légvédelemmel kapcsolatos kutatások, fejlesztések végrehajtása, a beszerzési eljárások és a szükséges rendszer interoperabilitás biztosítása volt.
1955-ben alapították, központja Hága (Hollandia) volt. 1996-ban a NACISA és az STC összevonásával jött létre a NATO Tanácsadó, Vezetési és Irányítási Ügynökség, vagy más néven NC3A .

## Külső hivatkozások
- Az NC3A hivatalos weboldala